# Florian Mayer
Florian Mayer (Bayreuth, 5 d'octubre de 1983) és un exjugador professional de tennis alemany. El 6 de juny de 2011, Mayer va assolir la seva màxima posició en el rànquing ATP (18). L'any 2004 va rebre el premi de millor tennista novell de l'any.
En el seu palmarès hi ha dos títols individuals en set finals disputades. L'any 2018 es va retirar després de disputar el US Open.

## Carrera esportiva
El gener de 2010 va començar guanyant el Challenger de Nouméa (Nova Caledònia) derrotant a la final a Flavio Cipolla per un contundent marcador de 6−3, 6−0. En semifinals i quarts va haver de jugar 3 sets per derrotar a Kevin Anderson i Simone Vagnozzi respectivament. Va participar en l'Open d'Austràlia on cauria en tercera ronda en mans de Juan Martín Del Potro en 4 sets. Al març va guanyar un altre Challenger a Sunrise (Estats Units) en derrotar a la final al francès Gilles Simon per un doble 6−4. En semifinals va jugar un partit molt dur contra l'argentí Leonardo Mayer. Un mes més tard va arribar a la final del Challenger de Roma en perdre contra l'argentí Federico Delbonis (4-6, 3-6). En el Grand Slam de Wimbledon va arribar a tercera ronda on va caure contra Yen-Shun Lu per retirada en el tercer set. Abans s'hauria desfet de dos bons jugadors com Marin Cilic i Mardy Fish. En el torneig ATP 500 d'Hamburg va arribar a les semifinals on va caure contra el després guanyador del torneig Andrei Gólubev.

## Palmarès: 4 (2−0−2)

### Individual: 7 (2−5)
| Llegenda (pre/post 2009)                                 |
| -------------------------------------------------------- |
| Grand Slams (0−0)                                        |
| Tennis Masters Cup / ATP Finals (0−0)                    |
| ATP Masters Series / ATP World Tour Masters 1000 (0−0)   |
| ATP International Series Gold / ATP World Tour 500 (1−1) |
| ATP International Series / ATP World Tour 250 (1−4)      |

| Títols per superfície |
| --------------------- |
| Dura (0−1)            |
| Gespa (1−0)           |
| Terra batuda (1−4)    |

| Resultat  | Núm. | Data                   | Torneig             | Superfície   | Oponent en la final | Marcador         |
| --------- | ---- | ---------------------- | ------------------- | ------------ | ------------------- | ---------------- |
| Finalista | 1.   | 7 d'agost de 2005      | Sopot, Polònia      | Terra batuda | Gaël Monfils        | 6−7(6), 6−4, 5−7 |
| Finalista | 2.   | 6 d'agost de 2006      | Sopot (2)           | Terra batuda | Nikolai Davidenko   | 6−7(5), 7−5, 4−6 |
| Finalista | 3.   | 24 d'octubre de 2010   | Estocolm, Suècia    | Dura (i)     | Roger Federer       | 4−6, 3−6         |
| Finalista | 4.   | 1 de maig de 2011      | Múnic, Alemanya     | Terra batuda | Nikolai Davidenko   | 3−6, 6−3, 1−6    |
| Guanyador | 1.   | 25 de setembre de 2011 | Bucarest, Romania   | Terra batuda | Pablo Andújar       | 6−3, 6−1         |
| Guanyador | 2.   | 19 de juny de 2016     | Halle, Alemanya     | Gespa        | Alexandre Zverev    | 6−2, 5−7, 6−3    |
| Finalista | 5.   | 30 de juliol de 2017   | Stuttgart, Alemanya | Terra batuda | Leonardo Mayer      | 4−6, 6−4, 3−6    |

### Dobles: 1 (0−1)
| Llegenda (pre/post 2009)                                 |
| -------------------------------------------------------- |
| Grand Slams (0−0)                                        |
| Tennis Masters Cup / ATP Finals (0−0)                    |
| ATP Masters Series / ATP World Tour Masters 1000 (0−0)   |
| ATP International Series Gold / ATP World Tour 500 (0−0) |
| ATP International Series / ATP World Tour 250 (0−1)      |

| Títols per superfície |
| --------------------- |
| Dura (0−0)            |
| Gespa (0−0)           |
| Terra batuda (0−1)    |

| Resultat  | Núm. | Data              | Torneig         | Superfície   | Parella         | Oponents en la final      | Marcador      |
| --------- | ---- | ----------------- | --------------- | ------------ | --------------- | ------------------------- | ------------- |
| Finalista | 1.   | 2 de maig de 2005 | Múnic, Alemanya | Terra batuda | Alexander Waske | Mario Ančić Julian Knowle | 3−6, 6−1, 3−6 |

### Equips: 2 (2−0)
| Resultat  | Núm. | Data                  | Torneig                            | Superfície   | Parella                                                  | Oponents en la final                                             | Marcador |
| --------- | ---- | --------------------- | ---------------------------------- | ------------ | -------------------------------------------------------- | ---------------------------------------------------------------- | -------- |
| Guanyador | 1.   | 15-21 de maig de 2005 | Copa del Món, Düsseldorf, Alemanya | Terra batuda | Tommy Haas Nicolas Kiefer Alexander Waske                | Guillermo Cañas Juan Ignacio Chela Guillermo Coria Gastón Gaudio | 2−1      |
| Guanyador | 2.   | 15-21 de maig de 2011 | Copa del Món, Düsseldorf, Alemanya | Terra batuda | Christopher Kas Philipp Kohlschreiber Philipp Petzschner | Juan Ignacio Chela Máximo González Juan Mónaco                   | 2−1      |

## Trajectòria

### Individual
| Torneig | 2004  | 2005        | 2006        | 2007        | 2008 | 2009        | 2010        | 2011        | 2012  | 2013        | 2014        | 2015        | 2016  | 2017  | 2018 | Títols    | V – D     |
| --- | ----- | ----------- | ----------- | ----------- | ---- | ----------- | ----------- | ----------- | ----- | ----------- | ----------- | ----------- | ----- | ----- | ---- | --------- | --------- |
| Open d'Austràlia | 2R    | 1R          | 2R          | 3R          | 1R   | 2R          | 3R          | 2R          | A     | 2R          | 4R          | A           | A     | 1R    | 1R   | 0 / 12    | 12 – 12   |
| Roland Garros | 2R    | 1R          | 1R          | 1R          | A    | A           | A           | 2R          | 2R    | 1R          | A           | 1R          | 1R    | 1R    | 1R   | 0 / 11    | 3 – 11    |
| Wimbledon | QF    | 3R          | 2R          | 2R          | A    | A           | 3R          | 2R          | QF    | 1R          | A           | 1R          | 1R    | 2R    | 1R   | 0 / 12    | 16 – 12   |
| US Open | 2R    | 1R          | 2R          | 1R          | A    | A           | 1R          | 3R          | 1R    | 3R          | A           | 1R          | 1R    | 2R    | 1R   | 0 / 12    | 7 – 12    |
| Jocs Olímpics | 1R    | No celebrat | No celebrat | No celebrat | A    | No celebrat | No celebrat | No celebrat | A     | No celebrat | No celebrat | No celebrat | A     | NC    | NC   | 0 / 1     | 0 – 1     |
| Victòries–Derrotes | 19−19 | 21−25       | 26−21       | 18−25       | 2−10 | 3−6         | 23−18       | 45−26       | 23−26 | 29−26       | 8−6         | 4−9         | 10−12 | 10−17 | 2−15 | 243 – 261 | 243 – 261 |
| Rànquing a final d'any | 35    | 72          | 56          | 55          | 409  | 61          | 37          | 23          | 28    | 40          | 147         | 217         | 50    | 69    | 296  |           |           |
| Llegenda: G: Guanyador; F: Finalista; SF: Semifinalista; QF: Quarts de final; Q: Qualificació; A: Absent; RR: Round Robin; |       |             |             |             |      |             |             |             |       |             |             |             |       |       |      |           |           |

### Dobles
| Torneig | 2004 | 2005 | 2006 | 2007 | 2008 | 2009 | 2010 | 2011  | 2012 | 2013 | 2014 | 2015 | 2016 | 2017 | 2018 | Títols   | V – D    |
| --- | ---- | ---- | ---- | ---- | ---- | ---- | ---- | ----- | ---- | ---- | ---- | ---- | ---- | ---- | ---- | -------- | -------- |
| Open d'Austràlia | A    | A    | 1R   | 1R   | 2R   | A    | 1R   | 2R    | A    | A    | 1R   | A    | A    | 1R   | 1R   | 0 / 8    | 2 – 7    |
| Roland Garros | A    | 1R   | A    | 1R   | A    | A    | A    | 1R    | A    | 1R   | A    | 2R   | 2R   | 2R   | 1R   | 0 / 8    | 3 – 8    |
| Wimbledon | 1R   | 2R   | 1R   | 2R   | A    | A    | A    | A     | A    | A    | A    | A    | A    | A    | A    | 0 / 4    | 2 – 4    |
| US Open | 3R   | 1R   | 2R   | 1R   | A    | A    | 3R   | 2R    | A    | 1R   | A    | 1R   | 1R   | 2R   | A    | 0 / 10   | 6 – 10   |
| Victòries–Derrotes | 2−7  | 5−10 | 2−5  | 2−7  | 5−2  | 0−0  | 3−10 | 12−16 | 7−13 | 3−13 | 1−6  | 3−6  | 2−5  | 4−7  | 0−4  | 51 – 111 | 51 – 111 |
| Rànquing a final d'any | 234  | 171  | 382  | 267  | 272  | 773  | 181  | 63    | 137  | 239  | 348  | 303  | 382  | 205  | 1017 |          |          |
| Llegenda: G: Guanyador; F: Finalista; SF: Semifinalista; QF: Quarts de final; Q: Qualificació; A: Absent; RR: Round Robin; |      |      |      |      |      |      |      |       |      |      |      |      |      |      |      |          |          |

## Guardons
- Millor tennista novell de l'ATP (2004)